# Осада Константинополя (1411)
Осада Константинополя — осада в 1411 году османами Константинополя во время Османского междуцарствия (20 июля 1402 — 5 июля 1413). Хотя Мехмед I был утвержден в качестве султана Тимуром после битвы при Анкаре, его братья Иса Челеби, Муса Челеби, Сулейман Челеби, а позже и Мустафа Челеби, отказались признать его власть и предъявили свои права на престол. В результате началась гражданская война, завершившаяся 5 июля 1413 года, когда в битве при Джамурлу Мехмед разбил войска братьев и восстановил мир в империи.

## Предыстория
Перед битвой при Анкаре Византийская империя в течение нескольких десятилетий слабела и угасала, но после поражения Османской империи от Тимура византийцы на короткое время стали определять ход внутренней политики и интриг в Османском государстве.

## Осада
Византийский император Мануил II Палеолог поддержал Сулеймана в качестве претендента на османский престол. В 1403 году регент Иоанн VII Палеолог подписал с Сулейманом договор в Гелиболу, поскольку Мануил II в это время путешествовал по Западной Европе. По этому договору Сулейман обязался передать определённые территории вдоль побережья Мраморного моря византийцам в обмен на поддержку во время междуцарствия. В Эдирне Сулейман объявил себя султаном.
Однако Муса Челеби разбил Сулеймана в битве при Космидионе в 1410 году. Войска Мусы преследовали противника и смогли пленить Сулеймана при его попытке бежать на византийские территории. 18 февраля 1411 года Сулейман был убит, и Муса занял его владения в европейской части империи. Муса принял меры против всех, кто был в союзе с Сулейманом, в том числе против Мануила II, осадив в 1411 году Константинополь. Мануил II обратился за помощью к Мехмеду, который создал новый альянс с византийцами против Мусы. Осада была снята в течение того же года.
В двух крупных сражениях, в 1411 и в 1412 годах, силы Мехмеда разгромили войска Мусы. В 1413 году Мехмед получил поддержку сербского правителя Стефана Лазаревича и бея Зулькадара, а также некоторых генералов армии Мусы. Мехмед окончательно разгромил силы Мусы в битве при Джамурлу, недалеко от Самокова. При попытке к бегству Муса был пойман и убит 5 июля 1413 года.